# グリゴリー・ミャソエドフ
グリゴリー・ミャソエドフ(Григорий Мясоедов; 1834年4月19日 – 1911年12月31日) は、ロシアの画家。

## 略歴
ロシア帝国のトゥーラ県トゥーラ近郊で誕生する。オリョールの学校を経て、サンクトペテルブルクにある帝立美術アカデミーでカール・ティモレオン・フォン・ネフやアレクセイ・タラソヴィチ・マルコフのもとで学んだ。
アカデミーから奨学金を支給されて、画家修業のため西欧に向けて旅立つ。フランスのパリでは大きな感銘を受けて、絵の修業に没頭した。さらにイタリアやスペインでも修業に励んだ。画家修業を終えて西欧から帰国した後、ミャソエドフは古典主義を批判してリアリズム美術を推奨した。やがて移動派の立ち上げに加わった。
ウクライナのハルキウに移った彼は現地で農民の日常生活を描いた。ウクライナのポルタヴァに居住して、現地の劇団の舞台をデザインした。1902年にアカデミーに抗議して会員を辞した。ポルタヴァで没し、同地に埋葬された。

## 作品

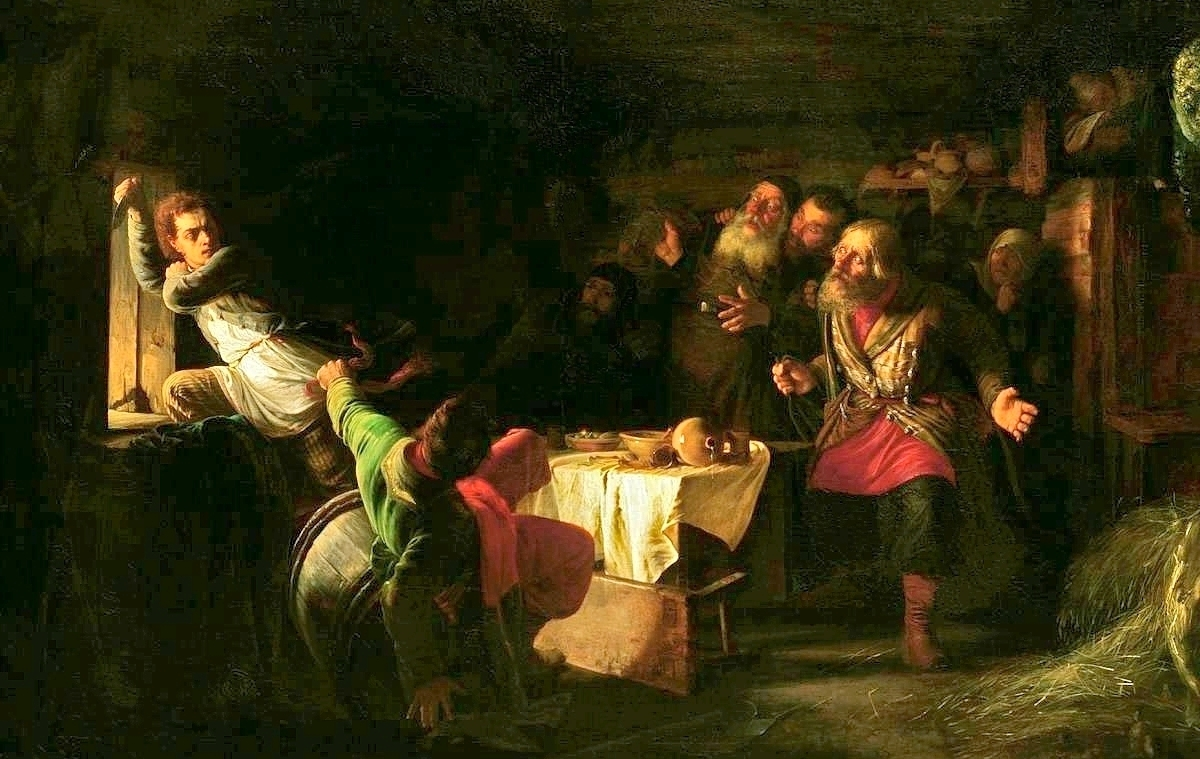
グリゴリー・オトレペフの脱出
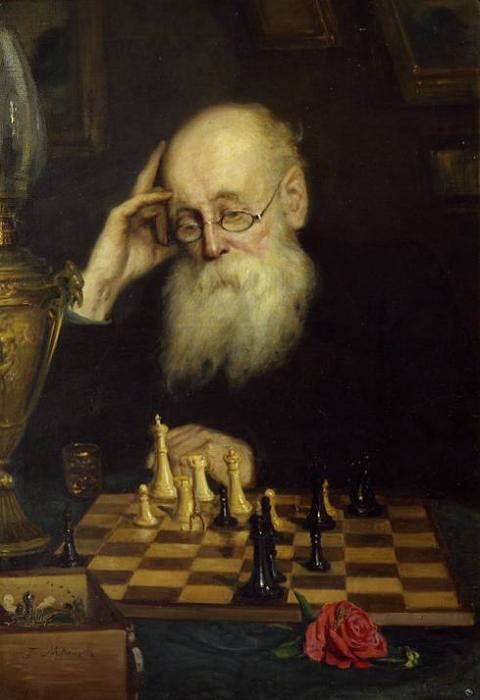
一人チェス
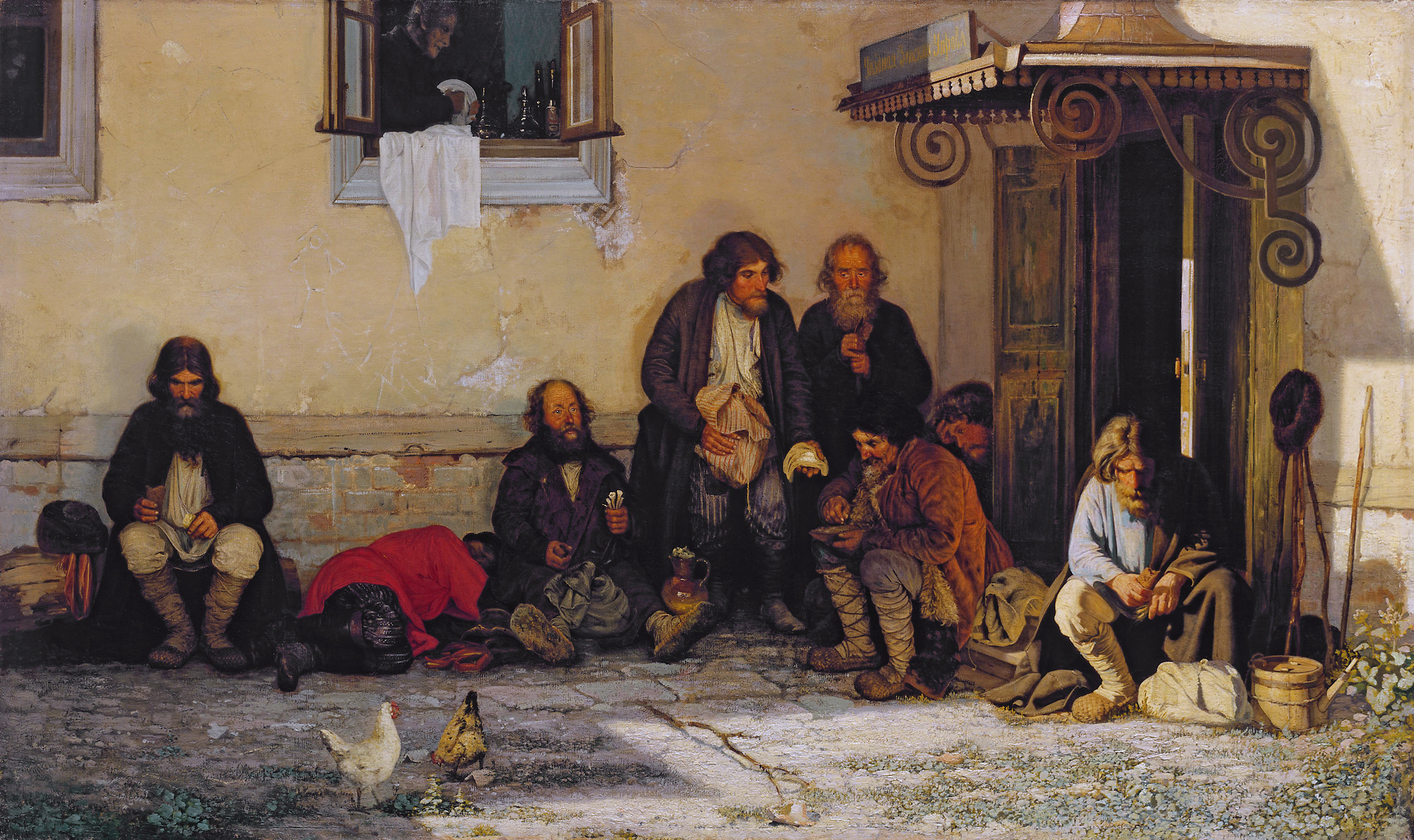
ゼムストヴァの昼食
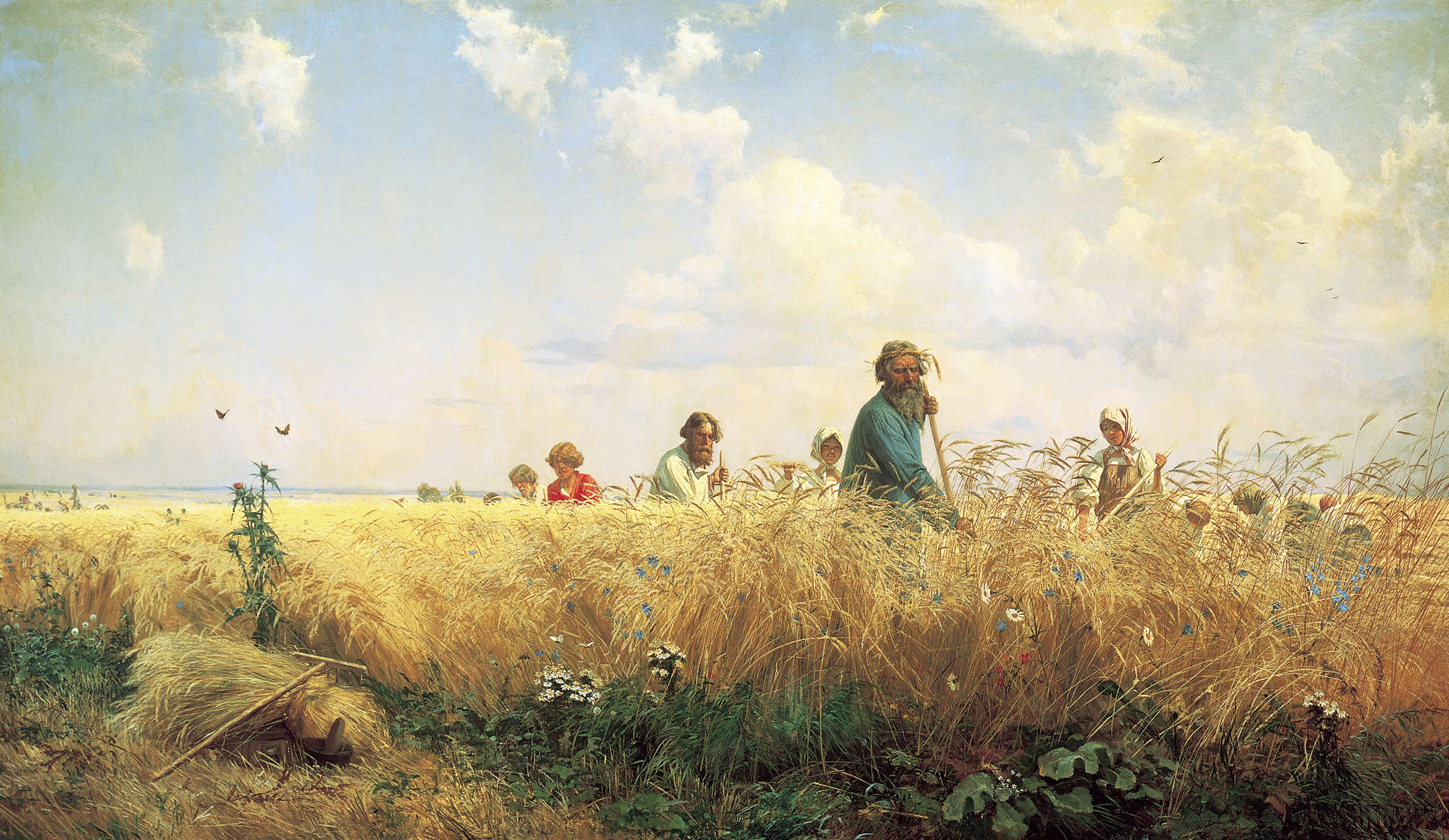
収穫期の刈り手
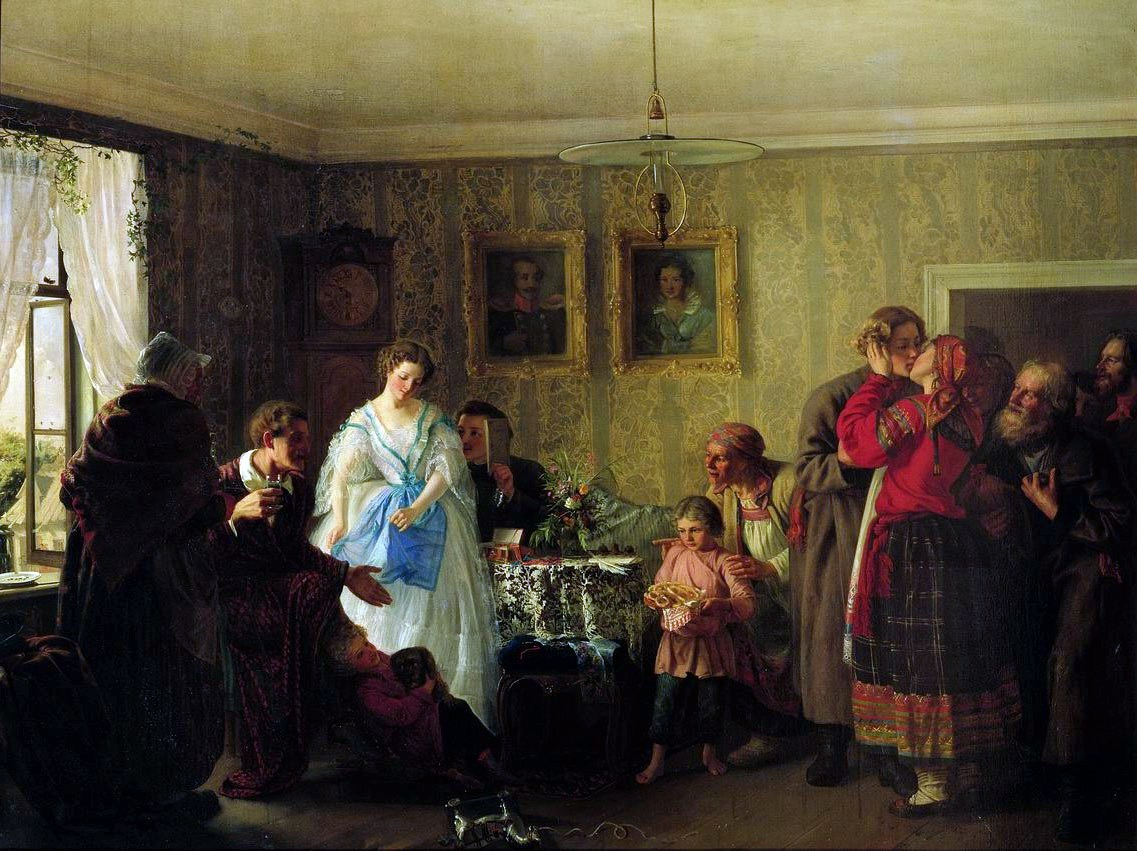
領主宅でのお祝い
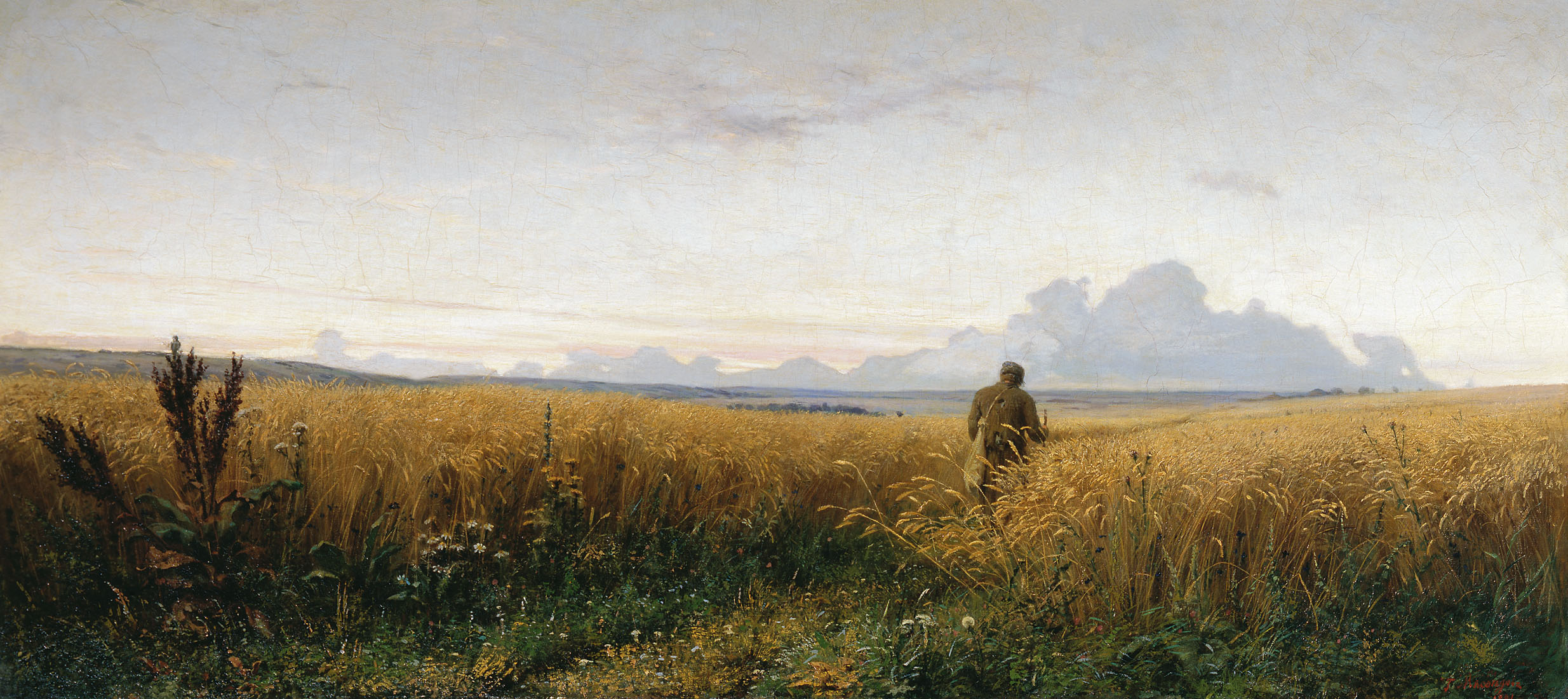
ライ麦畑の小径
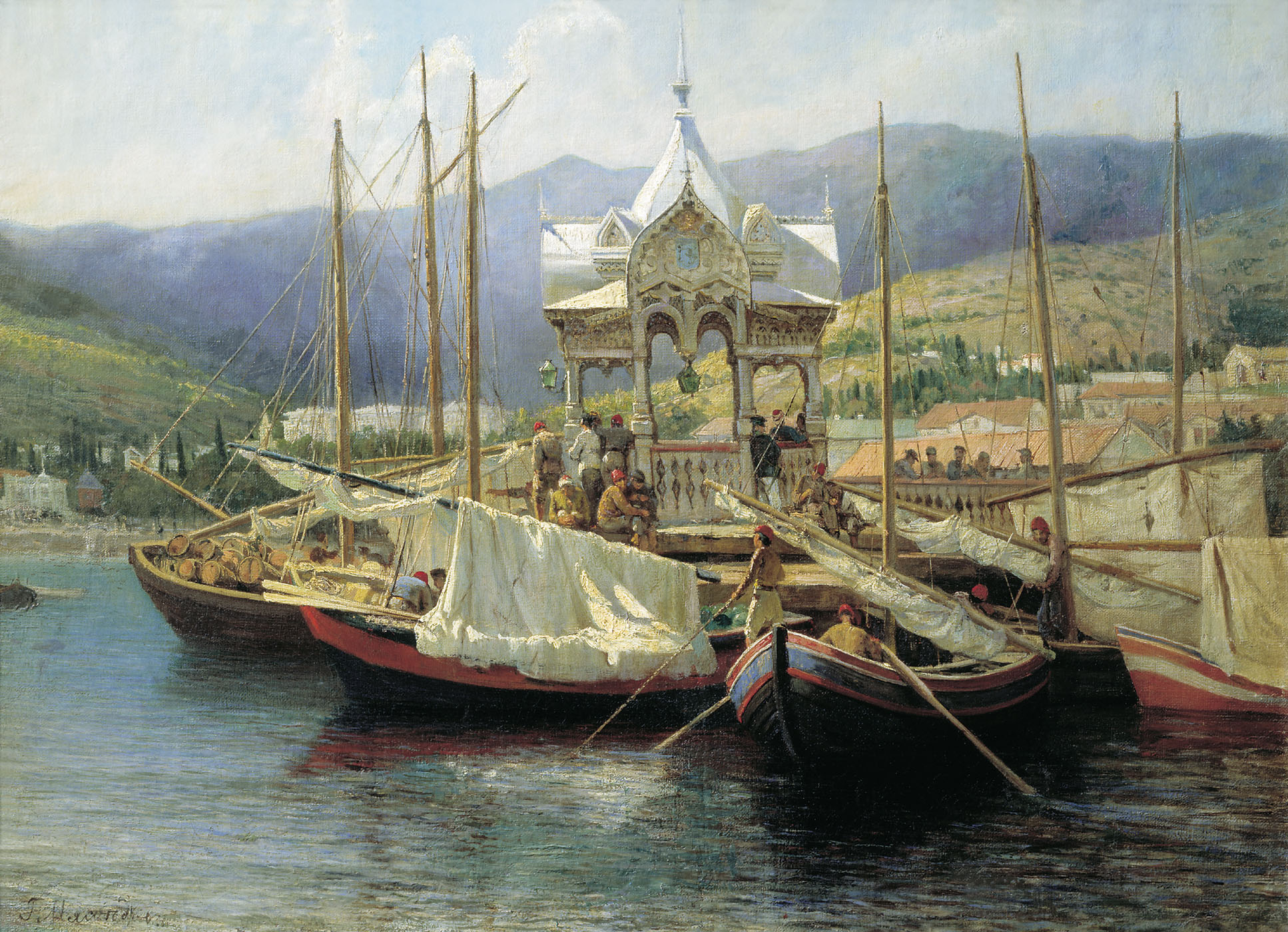
ヤルタ島の係留

## 参考
1. ↑  Grigory Myasoyedov